# Orsa finnmark

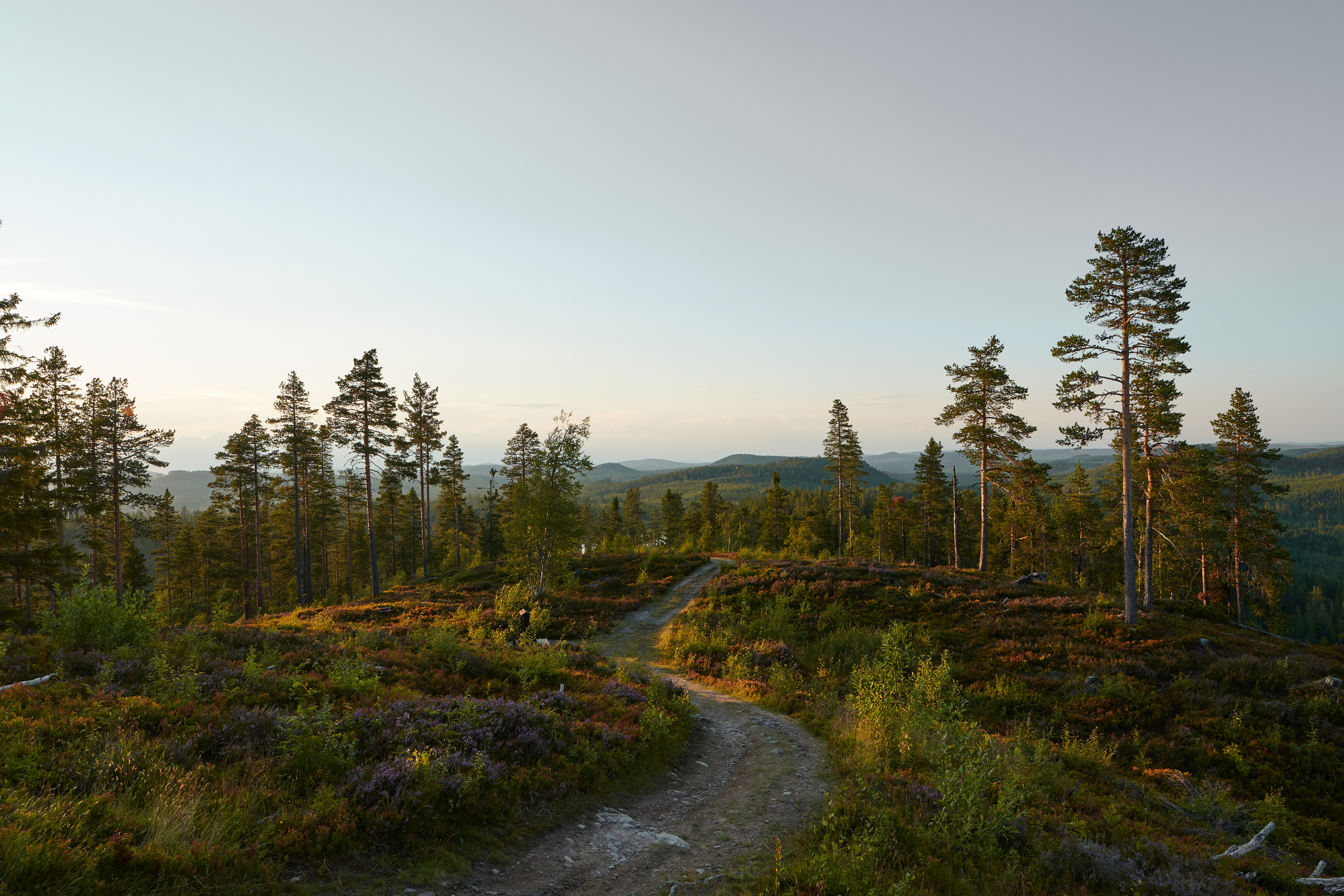
Bild över Orsa finnmarks skogar

Orsa finnmark är ett område i nordöstra Dalarna. Det genomkorsas av väg E45 och Inlandsbanan. Likt många andra finnmarker kännetecknas området av sitt perifera läge i förhållande till större orter som sålunda saknas i området. Tandsjöborg, Fågelsjö, Björkberg och Hamra är fyra byar. Nordväst om Hamra ligger Hamra nationalpark. Den första och därmed äldsta bosättningen i Orsa finnmark är Björkberg (Lehtomäki) 1618. I Orsa finnmark ligger Tackåsen, där Stiftelsen Skandinavisk Björnforskning har sitt högkvarter.
Orsa Finnmark är delat mellan Orsa och Rättviks kommuner i Dalarnas län och Ljusdals kommun i Gävleborgs län. Före införandet av det fria skolvalet ledde detta till att barn som bodde relativt nära varandra, men på varsin sida av en kommungräns, tvingades gå i olika skolor, ofta flera mil bort. Orsa Finnmarks Bygdekommitté skapades i slutet av 1980-talet av Tommy Lindberg från Håven och Erik Mattsson från Björkberg för att skapa samverkan över kommun- och länsgränserna. Finnmarkskommittén ger bland annat ut tidningen Finnmarksbladet/Looslappen.